# Педенчук, Лариса Леонидовна
Лариса Леонидовна Педенчу́к (30 декабря 1940, Бодайбо — 19 августа 2023, Москва) — советский и российский фотохудожник, фотограф Большого театра.

## Биография
Почти всю свою жизнь проработала официальным фотографом Большого театра, создав колоссальную галерею его звезд 2-й пол. XX века в ярких сценических образах.
Работы Педенчук находятся в архивах и музее Большого театра, в собрании Бахрушинского музея, также ими владеет Государственный исторический музей, Государственный мемориальный музыкальный музей-заповедник П. И. Чайковского (г. Клин), Государственный мемориально-архитектурный комплекс "Музей-усадьба П. И. Чайковского в Воткинске, Российский национальный музей музыки, Угличский государственный историко-архитектурный и художественный музей и проч.
В 2001 году «Независимая газета» упоминает о конфликте с авторскими правами по поводу проходившей в том году выставки: «Последнее поколение фотографов Большого театра представлено Игорем Захаркиным, Ларисой Педенчук и Надеждой Баусовой. Накануне выставки у экспонентов возникли проблемы. Как было объявлено на вернисаже, руководство фотослужбы Большого театра не только не приветствовало проект, но пыталось запретить своим фотографам участвовать в нём. Выставляемое как аргумент запрета имущественное право театра на фотографии явно вступает в противоречие с авторским правом фотографов».
Умерла 19 августа 2023 года в Москве.

## Выставки
- «Фотограф и Терпсихора» (Союз фотохудожников России и Театральный музей имени Бахрушина, 2001)
- «Лебединое озеро» (музей «П. И. Чайковский и Москва», 2017)[9][10]
- «Елена Образцова» (Международная Академия Музыки Елены Образцовой, Петербург, 2022)[11]
- «Елена Образцова» (Библиотека-культурный центр имени М. А. Волошина, Москва, 2022)